# Gare de La Gouesnière - Cancale - Saint-Méloir-des-Ondes
La gare de La Gouesnière - Cancale - Saint-Méloir-des-Ondes est une gare ferroviaire française de la ligne de Rennes à Saint-Malo-Saint-Servan, située au lieu-dit Limonay sur le territoire de la commune de Saint-Méloir-des-Ondes, proche de La Gouesnière et sur la route départementale 76 menant à Cancale, dans le département d'Ille-et-Vilaine en région Bretagne. Elle est aussi appelée simplement gare de La Gouesnière, car le centre-bourg de la commune de La Gouesnière est à 1,1 km et celui de Saint-Méloir-des-Ondes à 2,6 km.
Elle est mise en service en 1864 par la compagnie des chemins de fer de l'Ouest. C'est aujourd'hui une halte ferroviaire de la Société nationale des chemins de fer français (SNCF), elle est desservie par des trains express régionaux TER Bretagne, circulant entre Rennes et Saint-Malo, via Dol-de-Bretagne.

## Situation ferroviaire
Établie à 17 mètres d'altitude, la gare de La Gouesnière - Cancale - Saint-Méloir-des-Ondes est située au point kilométrique (PK) 445,814 de la ligne de Rennes à Saint-Malo-Saint-Servan, entre les gares de La Fresnais et de Saint-Malo.

## Histoire
La station est créée et mise en service par la compagnie des chemins de fer de l'Ouest le  27 juin 1864, lorsqu'elle inaugure la ligne entre Rennes et Saint-Malo. En 1885 elle devient la gare de jonction de la ligne Miniac-Morvan - La Gouesnière-Cancale-St-Méloir mise en service par la compagnie des chemins de fer de l'Ouest.
En 2000 la gare enregistre un trafic de 4 732 montées-descentes, les années suivantes vont enregistrer une nette progression avec un sommet atteint en 2004 avec 11 476, en 2006 la baisse enregistrée en 2005 est en partie comblée avec 9 608.
En 2009 la halte est rénovée dans le cadre du plan régional de rénovation des gares en Bretagne. 300 000 euros ont été nécessaires pour ces travaux, la région Bretagne est le principal bailleur avec 81 %, la SNCF participe à hauteur de 17 % et RFF 2 %. Pour les voyageurs, cela se traduit notamment par l'ajout d'un abri pour les deux roues, de nouveaux abris de quai, et des panneaux d'informations électroniques indiquant les départs et arrivées des trains. La qualité de l'environnement a été également améliorée, avec un nouveau revêtement des quais, des plantations, et la restauration de l'extérieur de l'ancien bâtiment voyageurs aujourd'hui fermé. Des étudiants d'une école d'arts appliqués de Rennes (LISAA) y ont réalisé un décor peint sur les anciennes ouvertures murées avec comme projet concerté: le thème de l'attente.
À cette occasion, l'exploitant va augmenter la desserte de cet arrêt avec deux trains supplémentaires, ce qui porte à onze TER par jour en semaine (depuis septembre 2009) et 13 TER le mercredi, et indique une utilisation de la halte par une moyenne de 50 montées-descentes par jour.

## Fréquentation
De 2015 à 2023, selon les estimations de la SNCF, la fréquentation annuelle de la gare s'élève aux nombres indiqués dans le tableau ci-dessous.
| Année           | 2015   | 2016   | 2017   | 2018   | 2019   | 2020   | 2021   | 2022   | 2023   |
| --------------- | ------ | ------ | ------ | ------ | ------ | ------ | ------ | ------ | ------ |
| Voyageurs seuls | 26 543 | 25 953 | 31 673 | 40 271 | 49 866 | 34 881 | 48 289 | 72 140 | 85 333 |

## Service des voyageurs

### Accueil
Une halte SNCF est un point d'arrêt non géré (PANG),  équipé de deux quais avec abris et panneaux d'informations.

### Desserte
La Gouesnière - Cancale - Saint-Méloir-des-Ondes est desservie par des trains TER Bretagne circulant entre Rennes et Saint-Malo, via Dol-de-Bretagne. L'été, elle est également desservie par le service touristique LigneBaie reliant, à raison de deux aller-retour par jour, Saint-Malo et Granville.

### Intermodalité
La gare est desservie par la ligne circulaire n°9 du réseau Malo Agglo Transports (MAT), qui permet toutes les 30 à 60 min de rallier Saint-Méloir-des-Ondes, La Gouesnière, Saint-Père-Marc-en-Poulet, Saint-Jouan-des-Guérets et Saint-Malo. La ligne 13, en saison hivernale, dessert la gare et la ligne 8, en saison estivale, donne correspondance au service TER touristique Ligne Baie Saint-Malo <> Granville vers Cancale, via Saint-Méloir-des-Ondes.
Un abri pour les deux-roues et un parking pour les véhicules sont aménagés.